# المقاومة من دون قيادة
المقاومة بدون قيادة أو المقاومة بدون قائد أو ما يسمى أيضاً ببنية الخلية الوهمية. هي استراتيجية مقاومة اجتماعية تقوم فيها مجموعات صغيرة مستقلة (خلايا سرية)، أو أفراد (تسمى الخلية الفردية أو بـ "الذئب المنفرد")، وتهدف إلى تحدي مؤسسات وأنظمة راسخة مثل القانون أو النظام الاقتصادي أو النظام الاجتماعي أو الحكومة. يمكن للمقاومة بدون قائد أن تشمل أي شيء من الاحتجاجات اللاعنفية والعصيان المدني إلى التخريب والإرهاب وغير ذلك من الأنشطة العنيفة.
الخلايا بدون قيادة تفتقر إلى القيادة الرأسية وبالتالي تعمل بدون تسلسل هرمي، ولكن لديهم هدف مشترك يربطهم بالحركة الاجتماعية التي تم تعلم أيديولوجيتها.